# Ina Djurestål
Ina Alex Djurestål, född 17 februari 1993 i Sundbyberg, är en svensk politiker (moderat). Hon var riksordförande för Moderata Studenter från mars 2016 till mars 2018 och därmed även ledamot av Moderata Ungdomsförbundets förbundsstyrelse. Djurestål har kommunpolitiska uppdrag i Sundbybergs kommun i form av ledamot i kommunfullmäktige, ledamot i kultur- och fritidsnämnden, vice ordförande i Sundbybergs Bredband AB och Sundbybergs Stadsnät AB samt ordförande i grundskolenämnden.
År 2017 utnämndes Djurestål till nummer sju på listan över framtida unga makthavare. År 2017 var Djurestål en av dem som mottog utmärkelsen Female Leader Engineer.